# Howhannes Warteresjan
Howhannes Warteresjan (orm. Հովհաննես Վարդերեսյան; ur. 12 lutego 1989) – ormiański zapaśnik walczący w stylu klasycznym. Olimpijczyk z Londynu 2012, gdzie zajął dziewiętnaste miejsce w kategorii 66 kg.
Szesnasty w Pucharze świata w 2011. Trzeci na MŚ juniorów 2009 roku.